# کوتلی رائی ابوبکر
کوتلی رائی ابوبکر (به انگلیسی: Kotli Rai Abubakar) یک شهر در پاکستان است که در پنجاب واقع شده‌است.